# جورج ماكولاي كيركباتريك
جورج ماكولاي كيركباتريك هو مهندس كندي، ولد في 23 أغسطس 1866 في كينغستون في كندا، وتوفي في 6 فبراير 1950.